# Amac-buch Verlag
Der amac-buch Verlag ist ein deutscher Fachverlag, der sich auf Themen rund um Apple-Produkte konzentriert. Die Autoren konzentrieren sich bei amac auf Themen wie iPhone +  iPad (iOS), Apple Watch (watchOS), Apple TV (tvOS), Apple-ID + iCloud etc., dem Mac-Betriebssystem macOS bzw. OS X und zu Anwendungsprogrammen wie iWork (Pages, Keynote, Numbers), Microsoft Office, iLife, QuarkXPress, Adobe InDesign und vielem mehr.
Der Verlag wurde 2005 von Anton Ochsenkühn und Simone Ochsenkühn gegründet. Er ist beheimatet in Obergriesbach.
Neben der Veröffentlichung klassischer Bücher verkauft der Verlag alle seine Werke in digitaler Fassung über seine eigene Webseite bzw. über Apples iBooks Store, Amazons Kindle-Shop und andere Kanäle. Die E-Books sind in den Formaten EPUB, PDF und Textbook verfügbar.
Darüber hinaus hat der Verlag Bücher zu den Themen Geldanlage und Digitalisierung sowie über den Franziskusweg in Italien veröffentlicht.